# میمون عنکبوتی آزوئرو
میمون عنکبوتی آزوئرو (نام علمی: Ateles geoffroyi azuerensis) نام یک زیرگونه از سرده میمون عنکبوتی است.